# Internierungslager Camp Polo Beyris
Das Internierungslager Camp Polo Beyris in der Stadt Bayonne bestand von 1939 bis 1947 und diente zunächst der Unterbringung spanischer Bürgerkriegsflüchtlinge. Während der Deutschen Besetzung Frankreichs im Zweiten Weltkrieg wurden hier Angehörige der französischen Kolonialtruppen interniert. Ihnen folgten nach der Befreiung Frankreichs Menschen, die der Kollaboration verdächtigt oder überführt worden waren. Letzte Bestimmung des Camp Polo Beyris war dann die Unterbringung gefangengenommener deutscher Soldaten. Nach John C. Guse war das Lager und seine zahlreichen Außenkommandos über Jahrzehnte hinweg ein in Frankreich vergessenes Internierungslager.

## Geschichte

Die Stadtquartiere von Bayonne

Polo Beyris bildet heute zusammen mit Saint-Amand einen der sieben Bezirke der Stadt Bayonne. Wie der Name Polo Beyris schon andeutet, gab es in Beyris zu Beginn des 20. Jahrhunderts ein etwa 8 Hektar großes privates Polofeld. Dieses wurde 1937 von der Stadt Bayonne erworben, um auf dem Gelände eine Schule und einen Sportplatz zu errichten. Diese Pläne kamen nicht mehr zur Ausführung. Dafür begann Anfang 1939 die sich über vier Phasen erstreckende Geschichte des Internierungslagers, die sich dadurch auszeichnete, dass sehr unterschiedliche Gruppen nacheinander und manchmal gleichzeitig im selben Lager interniert wurden. „Die Ankunft der einen folgte dicht auf die Abreise der anderen, wie in einem schlechten Theaterstück.“

### Lager für spanische Bürgerkriegsflüchtlinge, 1939
In einem verlassenen Militärkrankenhaus in Bayonne waren bereits seit Ende 1936 und verstärkt ab 1937 mehrere Hundert Flüchtlinge aus Spanien untergebracht. Nach dem sich abzeichnenden Sieg der Franco-Truppen verstärkte sich  Ende 1938 der Zustrom republikanisch gesinnter Menschen über die Pyrenäen hinweg in den Süden Frankreichs. Diese Fluchtbewegung, die Retirada, erreichte ihren Höhepunkt in den ersten Monaten des Jahres 1939 und führte dazu, dass in Bayonne weitere Unterkunftsmöglichkeiten für die Flüchtlinge geschaffen werden mussten. Die Präfektur beschlagnahmte für diesen Zweck die Einrichtungen des Polo de Beyris.

„In Bayonne wurden die Ställe des Polo Clubs beschlagnahmt, um Hunderte dieser Flüchtlinge zusammenzupferchen. Sie liegen im Stroh, sind völlig entkräftet und haben keine Möglichkeit, sich außerhalb des Geländes zu bewegen.“

Anfang September beherbergte das Zentrum 440 Flüchtlinge: 56 Männer, 183 Frauen und 201 Kinder. Das Lager bestand zu diesem Zeitpunkt aus fünf Reihen unbeheizter Gebäude, die von Zäunen oder hohen Brombeerhecken umgeben waren und von französischen Gendarmen bewacht wurden. Zwischen Februar und September 1939 starben im Lager 20 Menschen, darunter 18 Kinder.
Ende September 1939 wurde das "Centre d'hébergement du Polo" geschlossen; 260 Frauen und Kinder wurden zwangsweise an die spanische Grenze zurückgebracht. Nach Guse erklärte der Präfekt der unteren Pyrenäen am 2. Oktober, dass das Zentrum „vollständig evakuiert“ worden sei. Zusätzlich zu den 260 nach Spanien ausgelieferten Flüchtlingen seien weitere 16 ins Camp de Gurs geschickt worden. In einer anderen Quelle ist zudem die Rede davon, dass arbeitsfähige Männer in verschiedene Internierungslager verlegt und dann in Kompanien ausländischer Arbeiter zusammengefasst wurden, um die französischen Kriegsanstrengungen zu unterstützen.

### Frontstalag 222, 1940–1944
Nach dem Waffenstillstand von Compiègne (1940), der die Niederlage Frankreichs nach dem Westfeldzug besiegelte, errichtete die deutsche Wehrmacht im besetzten Teil Frankreichs sogenannte Frontstalags zur Internierung der gefangen genommen französischen Soldaten. In sie wurden auch die aus den französischen Kolonien stammenden Soldaten gebracht, die zuvor nach Deutschland deportiert, ab September 1940 aber wieder zurück nach Frankreich verlegt worden waren. Ein Ort zu ihrer Unterbringung wurde der Frontstalag 222, der zunächst in Peyrehorade eingerichtet, dann aber dauerhaft in Bayonne etabliert wurde.
Am 27. August 1940 wurde das Camp Polo Beyris von den Deutschen beschlagnahmt und für seine künftige Verwendung kräftig erweitert.

„Die Deutschen hatten mit Hilfe der Ingenieure der Stadt in aller Eile ein großes Internierungslager auf dem Gelände des Polo Beyris errichtet, das für die Unterbringung von 5000 bis 6000 Gefangenen ausgelegt war. Das Lager erstreckte sich über eine Fläche von fast neun Hektar mit 55 Holzbaracken, vier Waschhäusern, zehn Toilettengebäuden, zehn Baracken/Büros für die Wachmannschaften und einer Verwaltungszentrale im Polo-Clubhaus. Das Lager war von drei konzentrischen Stacheldrahtzäunen umgeben und wurde von fünf hölzernen Wachtürmen bewacht. Der Lagerkommandant, Major Beste, wohnte in einer großen Villa in der Nähe. Die meisten Wachen waren ältere Soldaten, Veteranen des Ersten Weltkriegs, Mitglieder der schlecht ausgebildeten Landesschützenbataillone, die im September 1940 zur Bewachung der Frontstalags aufgestellt wurden. Es gibt Hinweise darauf, dass die Häftlinge von diesen Bewachern, wie auch anderswo, human behandelt wurden.“

Die Gefangenenbaracken boten jeweils Platz für 80 bis 100 Personen und verfügten über hölzerne Etagenbetten mit Strohauflagen. Die Belegung des Lagers begann im September oder Oktober 1940 mit 800 Gefangenen und erreichte im Januar 1944 mit 6.804 Gefangenen ihren Höchststand. Diese waren jedoch nicht alle im Hauptlager untergebracht, sondern auch in bis zu 20 Außen- oder Arbeitslagern, wo sie von der Organisation Todt beim Bau des Atlantikwalls eingesetzt wurden oder auch zur Arbeit in Munitionsdepots, bei Erd- und Forstarbeiten. Die Gefangenen kamen aus allen Teilen des französischen Reiches, mehrheitlich aber aus Nordafrika, und da wiederum vor allem aus Algerien.
Nach Guse war die Lebensmittelversorgung der Frontstalags im Südwesten die schlechteste in ganz Frankreich, und die Gefangenen litten entsprechend darunter – auch wenn sie in Bayonne Möglichkeiten zur Selbstversorgung besaßen und mit der Unterstützung durch die lokale Bevölkerung rechnen konnten. Es kam zu Krankheiten und Todesfällen, vor allem in Folge von Tuberkulose und auch durch Arbeitsunfälle oder als Folge gescheiterter Fluchtversuche. Insgesamt 150 Gefangene starben in der Krankenstation und den Krankenhäusern des Lagers, 40 von ihnen – nach einer anderen Quelle: 52 – wurden auf einem Friedhof in Anglet begraben, 102 auf dem Saint-Léon-Friedhof in Bayonne.
Am 22. August 1944 wurde der Frontstalag 222 in Beyris befreit und von allen Bewohnern geleert. Einige der Gefangenen kam in der Umgebung unter, doch „am 31. August 1944 wurden alle ehemaligen Gefangenen in der Lokalzeitung La Résistance Républicaine aufgefordert, sich in der Kaserne in Bayonne zu melden, da sie sonst wegen Desertion angeklagt würden. […] Einige Häftlinge wurden in ihrem ehemaligen Lager zu Wächtern, als es zur Aufnahme deutscher Kriegsgefangener umfunktioniert wurde.“

### Die Ära der Säuberungen, 1944–1945
Mit dem Abzug der Deutschen begannen die Verfolgungen jener Franzosen, die der Kollaboration mit den Besatzern verdächtigt wurden. Im Zuge der damit einhergehenden Säuberungen (épuration) wurden in der Region um Bayonne Hunderte mutmaßlicher oder tatsächlicher Kollaborateure und Schwarzmarkthändler festgenommen und an verschiedenen Orten inhaftiert: Zuerst im Maison Blanche in Biarritz und im Château-Neuf oder in der Villa Chagrin in Bayonne. Die Häftlinge dieser Anstalten wurden am 18. September 1944 in das wiedereröffnete Camp Polo Beyris verlegt. Genutzt wurde hierfür allerdings nur ein Teil des Lagerareals, und obwohl es weit weniger angeklagte Kollaborateure als koloniale Kriegsgefangene gab, änderte sich an den schlechten Zuständen im Lager wenig. Männer und Frauen wurden in getrennten Baracken untergebracht, die Stacheldrahtumzäunung bestand fort und ebenso die Bewachung von den fünf Wachtürmen aus.
Camp Polo Beyris wurde jetzt offiziell als Konzentrationslager  bezeichnet, was aber nach Guse „ein neutraler Begriff“ war, da Polo Beyris nie ein Lager war, dessen Häftlinge zur Deportation in Konzentrations- oder Vernichtungslager der Nazis bestimmt waren.
Das Camp diente in seiner neuen Funktion sowohl als Verwaltungsinternierungslager, als auch als Triagezentrum bis zu einer Entscheidung über eine Überstellung der Lagerinsassen an die Justizbehörde, deren Entlassung in Hausarrest oder zur Haftfortsetzung im Lager Gurs. Bis zum 20. April 1945 waren dort 765 Zivilisten eingesperrt, von denen 259 nach Gurs überstellt wurden. Guse nennt leicht abweichende Zahlen, da aufgrund der ständigen Zu- und Abgänge exakte Zahlen nicht vorliegen, und geht davon aus, dass mindestens 800 Angeklagte die Tore von Polo Beyris passiert haben. Nach Jacques Pons gehörten dazu auch etwa 15 Bürgermeister aus dem (französischen) Baskenland.

### Lager für deutsche Kriegsgefangene, 1944–1947
Im November 1944 trafen im Polo Beyris die ersten deutschen Kriegsgefangenen ein. Sie waren im August 1944 gefangen genommen und zunächst in Gurs festgehalten worden. Da sich zu dieser Zeit im Polo Beyris noch die mutmaßlichen oder tatsächlichen Kollaborateure aufhielten, wurde das Lager in zwei separate Teile aufgeteilt. Nach dem 20. April 1945, dem Tag des Abzugs der der Kollaboration beschuldigten Franzosen, wurde das komplette Camp für die Unterbringung der deutschen Kriegsgefangenen genutzt unt fortan unter der Bezeichnung Dépôt 189 geführt. Es war das einzige Kriegsgefangenenlager an der südlichen Atlantikküste. Pons berichtet von 8.600 deutsche Soldaten, die hier untergebracht gewesen seien. Wie sich diese Zahl entwickelte und zusammensetzte, lässt sich bei Guse nachverfolgen.

„Von 90 Häftlingen im Februar wuchs sie bis zum 5. Mai 1945 auf 3071 Häftlinge in den Haupt- und Nebenlagern an. An diesem Tag kamen 468 verwundete deutsche Soldaten am Bahnhof von Bayonne an, nur um von einer wütenden Menge begrüßt zu werden, die mehrere von ihnen belästigte. Tage später trafen 1992 weitere Gefangene aus Straßburg ein, darunter sehr junge Soldaten von FLAK-Einheiten im Alter von 14 bis 18 Jahren und Mitglieder der „Tartarenlegion“; Diesmal wurden sie von Polizei und Gendarmerie beschützt. Bis Februar 1946 hielt das Lager über 5000 deutsche und österreichische Häftlinge, davon 925 im Stammlager. Im Juni 1946 erreichte das Lager seine größte Zahl mit 8600 Häftlingen, 4000 im Stammlager, darunter 1500 neu angekommene Häftlinge aus den Vereinigten Staaten. Danach beschleunigte sich der Prozess der Demobilisierung deutscher Kriegsgefangener rapide: Etwas mehr als zwei Monate später, am 26. August 1946, gab es nur noch 3500 Gefangene. Trotzdem befanden sich im März 1947, fünf Monate vor der Freilassung der letzten Gefangenen, immer noch 3222 Kriegsgefangene im Lager, davon 245 im Hauptlager Polo Beyris.“

Die Kriegsgefangenen, zu denen auch ein Kontingent ehemaliger SS-Truppen gehörte, wurden außer im Camp Polo Beyris auch in einer Vielzahl von Außenarbeitslagern untergebracht. Damit sollte einerseits einer Überfüllung des Hauptlagers entgegengewirkt werden; andererseits ging es aber auch darum, dem akuten Arbeitskräftemangel in einem Land zu begegnen, das nach der Besetzung wieder aufgebaut werden sollte. Nach einer Quäker Erhebung existierten im November 1945 bereits 132 Außen-Arbeitskommandos, in denen – bei einer Gesamtbelegung von 3.775 Mann – 68 % der Lager-Häftlinge eingesetzt waren. Im März 1946 war die Zahl der Außenkommandos auf 150 gestiegen und betraf nun 77 % der Lagerinsassen. die Gefangenen mussten Kriegsschäden beheben und Strände, Dünen und Klippen von deutschen Minen räumen. Einen Eindruck von den Bedingungen in einem solchen Außenkommando vermitteln die Erinnerungen von Horst Fusshöller, der sich vom Polo Beyris aus freiwillig zum Minenräumdienst gemeldet hatte. Er wurde in Biarritz eingesetzt, und das entsprechende Außenkommando befand sich in Anglet.
Nach Guse litten die Kriegsgefangenen vor allem unter der Lebensmittelknappheit und einem gravierenden Mangel an angemessener Kleidung. Hinzu kamen die ständigen Belästigungen durch Läuse und Flöhe, die oft nur durch den Einsatz von DDT abgemildert werden konnten.

„Die Verpflegung im Hauptlager verbesserte sich im Laufe der Zeit etwas: 1946 wurden Tomaten, Salate und Radieschen gepflanzt, und es wurde eine "gut ausgestattete" Kantine eingerichtet, in der die arbeitenden Häftlinge Limonade, Bier und Artikel aus den Beständen des amerikanischen Militärs kaufen konnten; im März 1947 hielt das Rote Kreuz die Verpflegung mit 2300 Kalorien pro Tag für zufriedenstellend. Die überwiegende Mehrheit der Häftlinge befand sich jedoch nicht im Hauptlager, sondern verstreut in den Außenlagern und Arbeitskommandos, in denen die zusätzliche Versorgung mit Lebensmitteln unregelmäßig oder gar nicht vorhanden war.“

Ende 1947 wurde das Kriegsgefangenenlager Dépot 189 geschlossen. Die Geschichte vom Polo Beyris nach 1947 ist geprägt von langen, komplexen Verhandlungen zwischen der Stadt Bayonne und dem französischen Staat über Reparationen für die Nutzung des Geländes während des Krieges und die Rückgewinnung des Platzes für die Stadt. Nach Jahren der Brache fand im Juni 1960 die erste Grundsteinlegung für das spätere Wohngebiet auf dem Gelände des Polo Beyris statt.

## Erinnern und Gedenken
Nach Guse weist die Geschichte des Camp Polo Beyris viele Ähnlichkeit mit der Situation von Lagern auf, die auch anderswo bestanden: „hastig beschlagnahmte oder gebaute Unterkünfte, die unter Krisenumständen geschaffen wurden; rudimentäre, zeitweise erbärmliche Lebensbedingungen; eine ständige Bewegung von Gefangenen in und aus dem Lager; Disziplin, die in ihrer Intensität sehr unterschiedlich war; chronische Nahrungsmittelknappheit“. Gleichwohl hält er es für angebracht, die einzelnen Phasen der Lagerexistenz differenziert zu betrachten.

„Am schlimmsten waren die spanischen Flüchtlinge untergebracht, in fensterlosen Ställen mit Stroh als Einstreu - eher ein Zeichen für den improvisierten Charakter des Lagers als für den vorsätzlichen Wunsch, die Flüchtlinge zu erniedrigen. Die deutschen Gefangenen litten am meisten, da sie nicht ausreichend gekleidet und ernährt wurden, um ihre oft gefährliche Arbeit verrichten zu können. Den französischen Kriegsgefangenen aus der Kolonialzeit erging es besser. Das lag an einer gewissen militärischen Strenge der deutschen Lagerverwaltung im besetzten Frankreich und an der begrenzten humanitären Hilfe durch die einheimische Bevölkerung. In Wirklichkeit war für die in Polo Beyris Inhaftierten die deutsche Militärinternierung der französischen Militärinternierung vorzuziehen. Mutmaßliche Kollaborateure, die unter administrativer Aufsicht standen, waren relativ am besten dran.
Im Spektrum der Lager des 20. Jahrhunderts waren die Bedingungen in Polo Beyris natürlich weit entfernt von den unvorstellbaren Schrecken der Todeslager der Nazis oder des sowjetischen Gulag. Nichtsdestotrotz ist Polo Beyris ein weiteres Beispiel dafür, wie politische Autoritäten, sowohl demokratische als auch autoritäre, diejenigen, die sie als Bedrohung für das soziale Gefüge ansahen, bereitwillig inhaftierten oder sich rücksichtslos an Kriegsgefangenen bedienten. Wie in Gurs fanden sich Flüchtlinge, mutmaßliche Kollaborateure und Kriegsgefangene hinter demselben Stacheldraht und unter ähnlich erbärmlichen Bedingungen wieder. Ihr Wohlergehen und ihr Überleben hängen von der Fähigkeit und Bereitschaft der Lagerbehörden ab, ihnen ausreichend Nahrung, Kleidung und medizinische Hilfe zukommen zu lassen - eine aussichtslose Angelegenheit. Ihr Leid wurde schnell vergessen, sowohl von den politischen Behörden, die eine unangenehme Vergangenheit auslöschen wollten, als auch von einer Bevölkerung, die dazu bereit war.
“

Wie lange die Versuche anhielten, „eine unangenehme Vergangenheit auszulöschen“, verdeutlicht gerade auch die Geschichte des Polo Beyris. 1960, bei der Grundsteinlegung für ein neues Wohnquartier auf dem ehemaligen Camp-Gelände, wurde mit keinem Wort an dessen Existenz erinnert. Der Anstoß, sich diesem Teil der Geschichte der Stadt Bayonne anzunehmen, kam von außen. Im Jahr 2011 erschien Alvaro de Orriols Buch Les feux du Perthus, in dem er von der Flucht spanischer Flüchtlinge nach Frankreich im Jahr 1939 erzählte und vom Leben von ihm und seiner Familie im Camp Polo Beyris. Die französische Ausgabe dieses Buches erschien 2012 und gab den Anstoß dazu, dass sich eine Gruppe Bürgerinnen und Bürger zusammenfand, um die vergessene Erinnerung an das Lager wiederzuentdecken. Sie durchforschten Archive, sammelten Zeugnisse und veröffentlichten 2013 als Collectif pour la Mémoire du Camp de Beyris mit Unterstützung der Stadt Bayonne die Broschüre Derrière les barbelés de Beyris. In der Folge konzipierten sie eine Wanderausstellung und initiierten im Dezember 2013 die Errichtung eines Gedenksteins auf dem ehemaligen Lagergelände. (Lage) Im Februar 2014 wurde auf dem Louillot-Friedhof in Anglet eine Gedenkstein in Erinnerung an die dort beerdigten Kolonialsoldaten eingeweiht, die im Frontstalag 222 gefangen waren und im Militärkrankenhaus in Anglet starben. Zu Ehren der in Bayonne gefangenen und dann verstorbenen Kolonialsoldaten wurde am 8. Mai 2016 das Kriegerdenkmal in Bayonne um eine Gedenktafel ergänzt, um zu zeigen, dass auch diese Menschen „für Frankreich gefallen“ sind. Das 2019 erschienene Buch Polo Beyris : un camp oublié à Bayonne ist das vorerst letzte Werk dieser kollektiven Erinnerungsarbeit.